# Watanabella
Watanabella (лат.) — род цикадок из подсемейтва Deltocephalinae, описанный Юханом Вильбасте в 1969 году.

## Описание
Цикадки размером 3—4,6 мм желтовато-коричневого цвета. Умеренно стройные, с тупоугольно-закруглённо вступающей вперёд головой. Переход лица в темя закруглён. Голова шире переднеспинки. Передние крылья обычно длиннее брюшка. Встречается на горный лугах.

## Классификация
Род включает два вида:
- Watanabella graminea Choe, 1981 — Корея[3]
- Watanabella montivaga (Baker, 1924) — Дальний Восток (Приморье, Сахалин, Курильские острова), Япония (Хоккайдо)[2][6].